# Chevigney-sur-l'Ognon
Chevigney-sur-l'Ognon é uma comuna francesa na região administrativa de Borgonha-Franco-Condado, no departamento de Doubs. Estende-se por uma área de 4,58 km². Em 2010 a comuna tinha 295 habitantes (densidade: 64,4 hab./km²).